# Filipendula vestita
Filipendula vestita är en rosväxtart som först beskrevs av Nathaniel Wallich och George Don jr, och fick sitt nu gällande namn av Carl Maximowicz. Filipendula vestita ingår i släktet älggrässläktet, och familjen rosväxter. Inga underarter finns listade i Catalogue of Life.